# 向谷匡史
向谷 匡史（むかいだに ただし、1950年12月3日 - ）は、広島県呉市出身の作家、僧侶、武道家（日本空手道昇空館館長）、保護司。
拓殖大学を卒業後、週刊誌記者を経て作家に。

## 来歴
1950年12月3日、広島県呉市に生まれる。広島県立呉宮原高等学校卒業。一浪して拓殖大学政経学部政治学科入学、74年卒業。高校時代から空手を始める。
在学中から漫画雑誌の活版ページなどに記事を書いていて、大学4年時に在学のまま小規模の経済雑誌に就職。次いで、夕刊スポーツ紙「内外スポーツ」で競馬担当。卒業はあきらめていたが、4月になり、授業料納付の案内が来ないので、まさかと思いつつ大学に行って問い合わせると、無事、卒業していたので本人が驚いたという。
1974年7月、週刊ポスト誌の専属記者。事件、芸能、スポーツなどの取材記事のほか、連載としての物記事、対談を担当する。
30代、記者仲間と編集企画会社「株式会社セントラル出版企画」設立。雑誌、書籍、企業会報の編集執筆に携わる。
1991年3年、「有限会社拓人社」を設立し、本格的に作家活動に入る。
故安藤昇氏の連載エッセイ「ファッショナブル渡世」（週刊大衆）を手伝ったことが縁で、安藤氏と「有限会社九門社」を設立。自身の執筆活動の一方、同社で雑誌、書籍、Ｖシネのほかビジネスコーディネイト、さらに安藤氏がライフワークとしていた家相診断など多岐にわたって携わる。
1997年5月、日本空手道昇空館を設立。現在、8支部。
2000年4月、「文武館総本部道場」（沖縄県那覇市）に入門。毎月、沖縄に稽古に通い、2006年、古武道師範を允許され、「文武館関東支部」を開設。
また、他流派「国際松濤館」から７段を授与される。
現在、千葉県空手道連盟相談役。
2012年12月、保護司を拝命し、2019年に法務大臣表彰。
平成26年5月、浄土真宗本願寺派で得度（2013年5月教師取得）。現在、僧侶として葬儀、法事などを手がける。
これまでの多岐にわたる経験を活かした人間関係術、交渉術はじめ、僧侶として仏教書、生き方論、さらに近年は仏教をベースとしたエンターテイメント小説を手がけ、著作は120冊を超える。

## 著作

### 劇画

#### 連載
- ブヤ／実録安藤組（週刊大衆　1992年～）
- 九天九地（問題実話）
- 天道（漫画ゴラク　1997年5月～）
- 裁きの銀（漫画サンデー1999年〜2002年5月）
- 男の純情（漫画アクション／大城一晃2002年9月～）
- 新宿（ジュク）のハリマオ(漫画大衆)
- ヤミ金融一番星 (漫画大衆)

#### 単行本
- ブヤ／実録安藤組　8巻（双葉社　1992年11月～1994年4月）
- 天道　7巻（日本文芸社1997年10月～1999年3月）
- 裁きの銀　3巻（実業の日本　2000年9月）
- 上海ラプソディー　3巻
- 闇貸師（小池書房　2010年）

### 実写映像化作品
原作

#### 映画
- 平成金融道 裁き人（1999年3月27日公開、東映ビデオ）
- 平成金融道 マルヒの女（2000年1月22日公開、東映）

#### Vシネマ
- 倒産回避請負人 裁きの銀（2002発売、制作協力：MBS企画、制作：ミュージアムピクチャーズ、製作：GPミュージアム）

### 雑誌
インタビュー記事の連載
- 運の履歴書（週刊女性　2000年8月～2001年10月）

### 書籍

#### 小説
- 神理烈々（双葉社　1995年7月）
- 新宿金融道裁き人（廣済堂出版　1999年5月）
- 勝ち組の仕掛け人（WAVE出版　2000年7月）
- スーパーホスト・城（廣済堂出版／新書　2003年10月）
- 野獣たちに死を（廣済堂出版／文庫　2004年4月）
- 復讐のレクイエム（廣済堂出版／文庫　2004年10月）
- 検校の首・江戸の闇鴉（ベストセラーズ　2007年7月）
- 花一輪（ベストセラーズ　2008年5月）
- 花と銃弾(青志社　2016年8月)
- 角栄の流儀(青志社　2017年11月)
- 親鸞がヤクザ事務所に乗り込んで「悪人正機」を説いたら（ベストセラーズ　2018年7月）
- 二人の怪物（青志社　2019年12月）
- 殉心（青志社　2020年4月）
- 任俠駆け込み寺（祥伝社文庫　2020年11月）

#### ビジネス実用・人文
- ヤクザの実戦心理術（ベストセラーズ　2001年９月）
- 夢は叶う（主婦と生活社　2001年11月）
- ホストの実戦心理術（ベストセラーズ　2002年１月）
- いま、「修身」を読む（ぶんか社　2002年２月）
- 政治家の実戦心理術（ベストセラーズ　2002年６月）
- お経は最強ビジネス実戦の書だ（双葉社　2002年６月）
- 方位で幸せ！気学開運術（主婦と生活社　2002年８月）
- 銀座バイブル（祥伝社　2002年９月）
- ヤクザの実戦心理術／金融地獄編（ベストセラーズ　2002年12月）
- ヤクザの実戦心理術・文庫化（ベストセラーズ　2003年９月）
- ホストの実戦心理術・文庫化（ベストセラーズ　）
- ヤクザ式ビジネスの「かけひき」で絶対負けない技術(情報センター出版局　2003年10月)
- ヤクザもうなる「いい人」のための裏切りの実戦心理術（インターワーク出版　2003年10月）
- ヤクザの実戦心理術／金融地獄編・文庫化（ベストセラーズ　2003年12月）
- 思いのまま他人を操る〝攻め〟の実戦心理術（日本実業出版　2004年３月）
- 武道に学ぶ「必勝」の実戦心理術（ベストセラーズ　2004年６月）
- ヤクザ式ビジネスの「土壇場」で心理戦に負けない技術(情報センター出版局　2004年10月)
- 「困った上司」とつき合うヤクザ式心理術（福昌堂　2005年１月）
- 図解・ヤクザの必勝心理術（イースト・プレス　2005年３月）
- ﾔｸｻﾞという生き方（ベストセラーズ　2005年７月）
- 図解・ワルの必勝心理術（監修　イースト・プレス　2005年７月）
- 使えるヤクザ語実戦会話術（情報センター出版局　2005年９月）
- もがけ30代（福昌堂　2005年11月）
- ﾔｸｻﾞの実戦心理術SP（ベストセラーズ　2005年12月）
- 悪（ワル）の交渉術（幻冬舎　2005年12月）
- 恫喝と脅迫の心理術戦（日本文芸社パンドラ文庫　2006年２月）
- カリスマ社長の実戦心理術（イースト・プレス　2006年７月）』
- 超一流ホストだけが知っているヤバイ営業術（宝島社　2006年８月）
- 悪（ワル）の殺し文句（幻冬舎　2006年８月）
- 出世したけりゃウソをつけ（辰巳出版　2006年11月）
- ヤクザ式見えない壁補を突破する「話す技術・聞く技術」（情報センター出版局　2006年12月）
- 江戸の闇鴉（ベスト時代文庫　2007年01月）
- できる男の話し方（三笠書房／知的生き方文庫　2007年04月）
- 忍耐学（青志社　2007年06月）
- 人はカネで九割動く（ダイヤモンド社　2007年11月）
- ヤクザも生き方を変えた名僧の言葉（河出書房新社　2008年01月）
- 極道のサラリーマン交渉術（講談社+α文庫　2008年01月）
- 30代、いま、何をすべきか（グラフ社　2008年03月）
- ビジネスを動かす「ウソの技法」（情報センター出版局　2008年08月）
- 道は目前にあり（ディベロップ東京　2008年10月）
- 釈迦が教える「ビジネスの知恵」（青志社　2008年10月）
- 良寛 清貧の言葉（青志社　2009年04月）
- くよくよするな！　こころのうさが晴れる名僧のひと言（阪急コミュニケーションズ　2009年07月）
- 一分で見どころがあると言わせる仕事術（青志社　2009年09月）
- 35歳から人生が豊かになる故事ことわざ（三笠書房／知的生き方文庫　2010年03月）
- 心に寄り添ういい漢字（青志社　2010年06月）
- 成功する人だけが知っている「一万円」の使い方（草思社　2010年08月）
- AHK実戦会話術（亜紀書房　2010年09月）
- 親鸞の言葉（河出書房新社　2010年11月）
- ヤクザ式 ビジネスの「かけひき」で絶対に負けない技術・文庫化（光文社文庫　2011年04月）
- もし、お釈迦さんに人生の悩みを相談したら（草思社　2011年06月）
- 会話は「最初の一言」が9割（光文社新書　2011年07月）
- いっしょに仕事をしてみたいと思わせる55のルール（祥伝社黄金文庫　2011年10月）
- 賢いお金の使い方（河出書房新社　2011年10月）
- 決断の前に読む言葉（双葉新書　2011年11月）
- 50歳からの人断捨離（辰巳出版　2011年11月）
- 名僧の一喝（すばる舎　2012年01月）
- ヤクザ式 ビジネスの「土壇場」で絶対に負けない技術・文庫化（光文社文庫　2012年03月）
- 一瞬で勝ちを取るかけひきの技術（中経出版　2012年03月）
- 成功者だけが知っている「ウソの技術」（草思社　2012年05月）
- ヤクザ式 一瞬で「スゴい！」と思わせる人望術（光文社新書　2012年９月）
- ヤクザ式 話す技術 聞く秘術・文庫化（光文社文庫　2012年10月）
- 一瞬で心をつかむ プロの「決めゼリフ」（青志社　2012年10月）
- 人はカネで9割動く（光文社文庫　2013年01月）
- 成功する人だけが知っている「一万円」の使い方・文庫化（草思社　2013年04月）
- ヤクザ式 「困った上司」とつき合う実戦心理術・文庫化（光文社文庫　2013年08月）
- 「生き地獄」脱出法（東邦出版　2013年08月）
- 怒る一流 怒れない二流（ﾌｫﾚｽﾄ出版　2013年09月）
- ヤクザの実戦心理術・文庫化（光文社文庫　2014年01月）
- 仕事も人生もうまくいく人間関係「間合い」術（草思社　2014年02月）
- ヤクザ式 相手を制す最強の「怒り方」（光文社新書　2014年03月）
- ヤクザの必勝心理術（イースト・プレス／ぎんが文庫　2014年07月）
- 定年後 ゼロから初めて僧侶になる方法（飛鳥新社　2014年07月）
- 煩悩バンザイ！（ﾌｫﾚｽﾄ出版／新書　2014年10月）
- ヤクザ流 戦わずして勝つ方法（廣済堂出版／新書　2014年12月）
- 説得は「言い換え」が9割（光文社／新書　2015年04月）
- 人は理では動かず情で動く 田中角栄の人心収攬術の極意（ベストブック社　2015年06月）
- ヤクザ流・男が惚れる「男気」の言葉 （廣済堂出版／新書　2015年08月）
- もうひと花の咲かせ方（祥伝社／黄金文庫　2015年09月）
- ヤクザは人を5秒で9割り見抜く（悟空出版　2015年10月）
- 超一流人物に学ぶ 人を惹きつける力（ベストブック社　2015年11月）
- ヤクザ式 心理戦に勝つ「ものの言い方」 (イースト新書Q　2016年03月)
- 田中角栄 相手の心をつかむ「人たらし」金銭哲学(双葉社　2016年03月)
- 安藤昇 90歳の遺言（徳間書店　2016年05月）
- 悪の殺し文句・文庫化（幻冬舎　2016年5月）
- 一流ヤクザ、スゴ腕営業マンの「人を動かす」決めゼリフ(知恵の森文庫　2016年06月)
- ヤクザ流「他人のモノを自分のモノにする」心理戦術(廣済堂新書　2016年06月)
- 名僧たちは自らの死をどう受け入れたのか (青春新書インテリジェンス　2016年07月)
- ヤクザ式ビジネスに勝つ心理術事典(イースト・プレス　2016年07月)
- 最強の危機回避術  (知恵の森文庫　2016年08月)
- 花と銃弾(青志社　2016年08月)
- 角栄「情の会話術」(双葉社　2016年10月)
- 子どもの「なぜの答え方」(左右社　2016年10月)
- 角栄「時間管理術」(三栄書房　2016年11月)
- 続・安藤昇 90歳の遺言（徳間書店　2016年11月）
- 小泉進次郎 「先手の取り方」（青志社　2016年12月）
- ヤクザは自分を20倍高く売る（悟空出版　2017年01月）
- 太陽と呼ばれた男／裕次郎と帆走した男たち（青志社　2017年03月）
- 進次郎メソッド（双葉社　2017年04月）
- イテマエ心理術（三栄書房　2017年04月）
- マンガ・ヤクザ式 10秒で立場が逆転する心理交渉術（実業之日本社　2017年06月）
- 浄土真宗ではなぜ「清めの塩」を出さないのか(青春新書インテリジェンス　2017年08月)
- 角栄の流儀(青志社　2017年11月)
- 安藤昇 90歳の遺言・文庫化（徳間書店　2017年12月）
- 絶体絶命をチャンスに変える ヤクザ式超切り返し術（悟空出版　2017年12月）
- 田中角栄 攻めのダンディズム（双葉社　2018年02月）
- おカネは使い方が9割（サンエイ新書　2108年03月）
- ヤクザも生き方を変えた名僧の言葉（幻冬舎ｱｳﾄﾛｰ文庫　2018年04月）
- 角栄と進次郎 人たらしの遺伝子（徳間書店　2018年04月）
- 親鸞がヤクザ事務所に乗り込んで「悪人正機」を説いたら（ベストセラーズ　2018年07月）
- 最強の「お父さん道」（新泉社　2018年09月）
- 稼業（青志社2019年02月）
- ヤクザ式 図太く生きる心理戦（イースト・プレス　2019年05月）
- あなたは「孤独」にどう向き合うのか?（サンエイ新書　2019年05月）
- 渋沢栄一「運」を拓く思考法（青志社　2019年06月）
- 二人の怪物（青志社　2019年12月）
- 殉心（青志社2020年04月）
- 任俠駆け込み寺（祥伝社　文庫　2020年11月）
- 還暦からの才覚（青志社　2020年11月）
- ヤクザ式 武器としての会話術（サンエイ新書　2020年12月）
- リーダーは言葉である（青春新書インテリジェンス2021年1月）
- 安藤昇と花形敬（2021年10月15日 青志社）